# David McBride (Whistleblower)

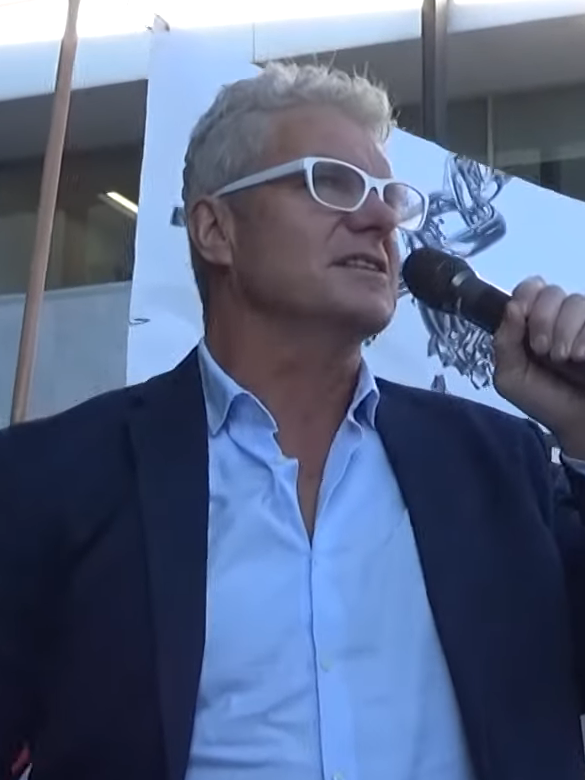
David McBride vor dem Supreme Court of the Australian Capital Territory, 14. Mai 2024

David William McBride (* 15. Dezember 1963 in Sydney) ist ein australischer Whistleblower und ehemaliger Militäranwalt, der Kriegsverbrechen der australischen Streitkräfte in Afghanistan enthüllte, indem er der Australian Broadcasting Corporation Verschlusssachen zur Verfügung stellte, die als Afghan Files großes öffentliches Interesse hervorriefen.
Am 14. Mai 2024 wurde McBride zu einer Haftstrafe von 5 Jahren und 8 Monaten verurteilt, nachdem er sich im November 2023 der 2019 erhobenen Anklage des Geheimnisverrats schuldig bekannt hatte.

## Leben
David McBride, das jüngste von vier Kindern des Gynäkologen William McBride und dessen Ehefrau Patricia (geb. Glover), ebenfalls Ärztin, besuchte das Internat The King’s School in Parramatta und studierte Rechtswissenschaften an der Universität Sydney. Am Oriel College der Universität Oxford absolvierte er mithilfe eines Stipendiums ein zweites Studium desselben Fachs. Während seiner Studienzeit in Oxford war er Mitglied der elitären Tischgesellschaft Bullingdon Club und bestritt Kämpfe als Amateurboxer.
Nach seinem Studium trat McBride in die britische Armee ein und diente in Deutschland, bevor er an der Königlichen Militärakademie Sandhurst ausgebildet wurde und anschließend einen Trupp der Blues and Royals in Nordirland kommandierte. Er verließ die Armee, nachdem er die Aufnahmebedingungen für den Special Air Service nicht erfüllte.
McBride arbeitete als Sicherheitskraft in Ruanda und Zaire, als „Tracker“ in der britischen Reality-TV-Show Wanted, als Sicherheitsberater für die Serie Journeys to the Ends of the Earth, versuchte 2003 vergeblich, für die Liberale Partei einen Sitz für Coogee in der New South Wales Legislative zu gewinnen und trat schließlich als Jurist in die australische Armee ein.
McBride war zweimal in Afghanistan im Einsatz, 2011 und 2013. 2017 wurde er wegen einer posttraumatischen Belastungsstörung aus dem Militärdienst entlassen.
2017 gab er seine Informationen über Fehlverhalten und Kriegsverbrechen Angehöriger des Australian Special Air Service Regiments an zwei Journalisten des staatlichen australischen Senders ABC. Die Informationen wurden als „Afghan Files“ veröffentlicht. Der sogenannte  Brereton-Bericht des Generalinspekteurs der australischen Streitkräfte bestätigte später den Sachverhalt.
2023 veröffentlichte McBride seine Memoiren The Nature of Honour.
Die Künstlerin Kate Stevens wurde 2023 mit dem Portia Geach Memorial Award für ein Porträt McBrides mit dem Titel The Whistleblower ausgezeichnet.
McBride war 2024 der erste australische Soldat, der im Zusammenhang mit Kriegsverbrechen in Afghanistan angeklagt und verurteilt wurde. Der australische Senator David Pocock nannte dies „ein perverses Ergebnis“ und „Whistleblower verdienen besseren Schutz“.

## Auszeichnungen
- 2023: Crikey’s Person of the Year[2]

## Autobiografie
- The Nature of Honour: Son, Duty-Bound Soldier, Military Lawyer, Truth-Teller, Father. Viking Press, Melbourne 2023, ISBN 978-1-76089-799-4.